# 가초노미야 히로타다 왕
카쵸노미야 히로타다 왕(일본어: 華頂宮博忠王 かちょうのみや ひろただおう[*], 1902년 (메이지 35년) 1월 26일 - 1924년 (다이쇼 13년) 3월 19일/공식 발표 3월 24일)은 일본의 황족이자 해군 군인이다.

## 생애
히로야스 왕이 카쵸노미야 당주 였을 때 태어난 왕자이다. 1902년 (메이지 35년) 1월 26일에 차남으로 태어났다. 2월 1일, 히로타다(博忠)로 이름 지어졌다. 아버지인 히로야스 왕이 본가인 후시미노미야를 계승하게 되면서 히로타다 왕은 불과 2살의 나이로, 1904년 (메이지 37년) 1월 15일에 카쵸노미야의 가독을 계승했다. 가쿠슈인 초등과 시절에는 히로히토 친왕 (쇼와 천황)과 동급생이었다. 중등학과 4학년부터 해군병학교 예과에 진학했다. 히로타다 왕의 해군병학교 시절 초기 교장은 스즈키 칸타로 해군 중장이었다.
해군병학교 49기로 졸업한 히로타다 왕은 1921년 (다이쇼 10년) 7월 16일자로 해군 소위 후보생이 되어, 장갑순양함 야쿠모에 탑승을 명받았다 (동기인 아사아키라 왕은 이즈모 승선). 연습 함대 사령관 사이토 한로쿠 중장의 지위 아래 원양 항해를 떠났다.
1922년 (다이쇼 11년) 4월 4일, 연습 함대는 일본 요코스카 군항으로 돌아왔다. 다음날, 히로타다 왕은 아사아키라 왕과 사이토 중장 등 118명은 궁성의 호오노마에서 섭정궁 히로히토 친왕 (다이쇼 천황의 황태자)을 배알했다. 4월 28일에는 성년식을 했고, 5월 25일자로 히로타다 왕은 해군 소위로 임관했다. 전함 무츠 승선을 명받았다.
1923년 (다이쇼 12년) 3월 30일 해군포술학교 보통과 학생을 명받았다. 7월 12일, 해군수뢰학교 보통과 학생을 명받았다. 12월 1일, 해군수뢰학교 보통과 학생을 졸업하고, 경순양함 이스즈 승선을 명받았다. 당시 이스즈 함장은 후의 조약파로서 후시미노미야 히로야스 왕과 대립하는 호리 테이키치 대좌였다.
1924년 (다이쇼 13년) 3월 3일, 히로타다 왕은 이스즈 승함 중에 병이 생겼다. 당초 가벼운 두통으로 발열도 없었지만, 4일에 상태가 악화되, 3월 6일부터 사세보 해군 병원에 입원했다. 황태자이자 섭정궁인 히로히토 친왕은 히로야스 왕ㆍ히로타다 왕에게 동궁 시종 츠치야 마사나오를 문병 차 보냈다.
이날부로, 호리 테이키치 대좌 (당시 이스즈 함장)는 군령부 출사가 되고, 이치무라 히사오 대좌 (당시 경순양함 타츠타 함장)이 이스즈 함장에 임명되었다.
3월 13일 오전 2시 55분부터 의식이 몽롱해졌고, 이윽고 자연 배뇨도 안되고, 식사도 할 수 없게 되었다. 18일 밤에 혼수상태에 빠졌다.
3월 19일, 히로타다 왕은 유행성 뇌척수염으로 위독한 상태에 빠졌고, 오후 6시 35분에 사망했다. 이 날짜로 히로타다 왕은 해군 중위로 진급하였고, 대훈위에 수훈되고, 국화대수장를 수여받았다. 친아버지인 후시미노미야 히로야스 왕 (좌진장관)은  히로타다 왕 임종에 입회했다고 한다.
히로타다 왕의 시신은 3월 24일 오후 4시에 귀경해, 공식적으로 사망했다고 발표되었다. 관보에 게제된 궁내청 고시 제15호에서는 24일 오후 6시 35분에 사망했다고 되어있다. 상주는 동생인 히로노부 왕 (히로야스 왕의 3남)이었다. 3월 31일, 토시마가오카 묘지에서 렌소의 의 (장례)가 집행되었다.
히로타다 왕은 독신이었기 때문에, 카쵸노미야는 단절되었다. 이 2년 뒤인 1926년 (다이쇼 15년) 12월 7일, 히로노부 왕이 신적강하하면서 카쵸의 성을 하사받아, 카쵸노미야의 제사를 계승하였다.
신장이 6척 1치 (185cm)로, 당시로써는 이례적인 장신이었다고 한다.

## 가족
- 아버지 : 후시미노미야 히로야스 왕
- 어머니 : 도쿠가와 츠네코 (도쿠가와 요시노부의 9녀)

## 수훈
- 1922년 (다이쇼 11년) 5월 25일 - 훈1등 욱일동화대수장.
- 1924년 (다이쇼 13년) 3월 19일 - 대훈위 국화대수장

## 연보
- 1902년 (메이지 35년) 1월 26일 출생
- 1904년 (메이지 37년) 1월 15일 카쵸노미야 계승
- 1921년 (다이쇼 10년) 7월 16일 해군병학교 졸업ㆍ해군 소위후보생ㆍ야쿠모 승선
- 1922년 (다이쇼 11년) 1월 26일 귀족원 의원 (황족 의원)
- 1922년 (다이쇼 11년) 4월 4일 원양 항해를 마치고 귀국
- 1922년 (다이쇼 11년) 5월 25일 해군 소위, 훈1등 욱일동화대수장. 전함 무츠 승선
- 1923년 (다이쇼 12년) 3월 30일 해군포술학교 보통과 학생
- 1923년 (다이쇼 12년) 7월 12일 해군수뢰학교 보통과 학생
- 1923년 (다이쇼 12년) 12월 1일 이스즈 승선
- 1924년 (다이쇼 13년) 3월 19일 사망. 해군 중위. 대훈위 국화대수장 수훈
- 1924년 (다이쇼 13년) 3월 24일 사망 (공식발표).

## 같이 보기
- 호리 테이키치